# Issaka Sawadogo
Issaka Sawadogo, född 18 maj 1966 i Ouagadougou i Burkina Faso, är en burkinsk-norsk skådespelare verksam i Norge.
Inför Guldbaggegalan 2016 nominerades han i kategorin Bästa manliga biroll för sin insats i den svenska långfilmen Det vita folket.

## Filmografi i urval
- 2003 – Svidd neger
- 2006 – Si le vent soulève le sable
- 2010 – Hem till jul
- 2015 – Det vita folket